# 土浦駅

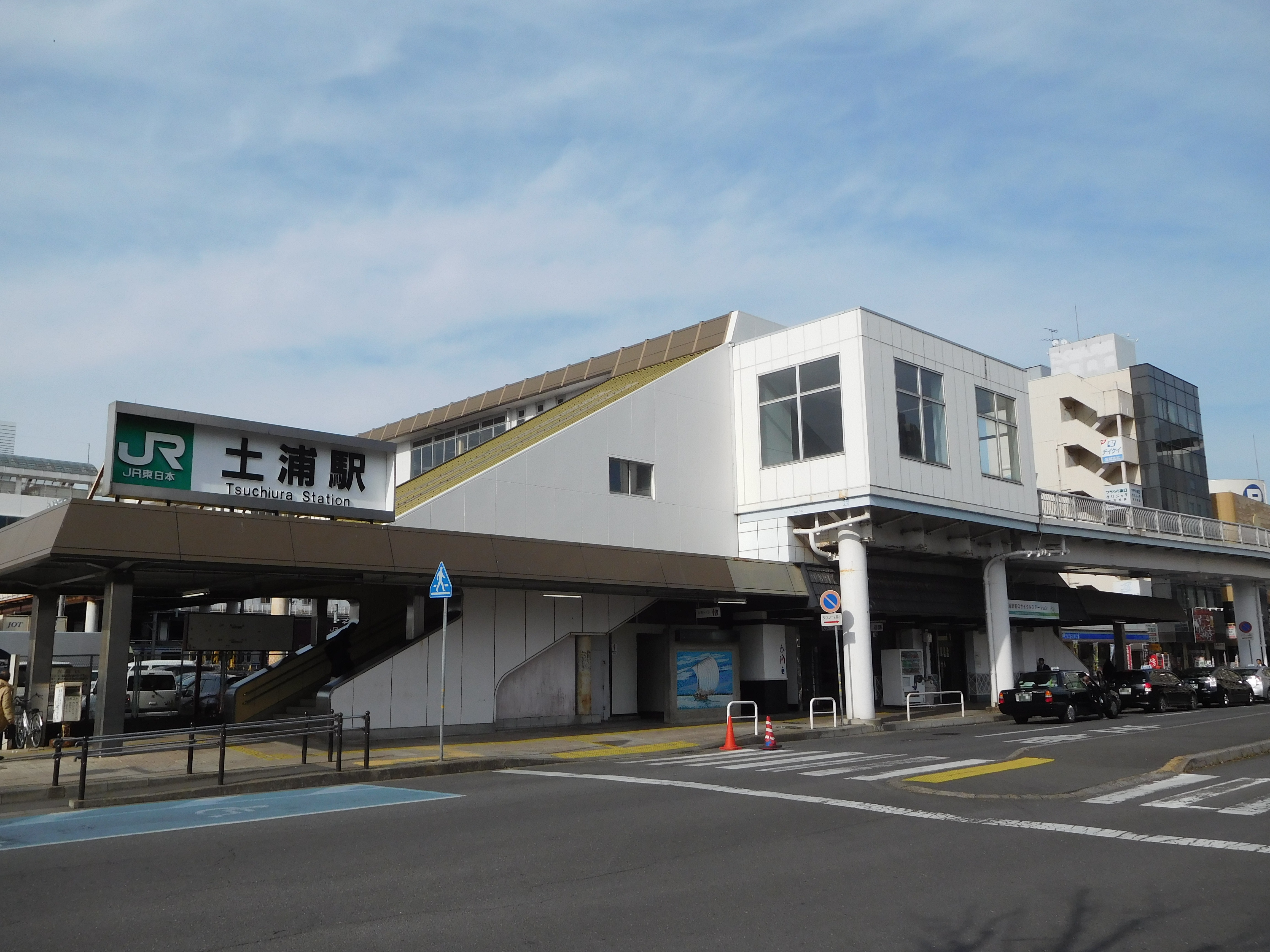
東口（2019年1月）

土浦駅（つちうらえき）は、茨城県土浦市有明町にある、東日本旅客鉄道（JR東日本）・日本貨物鉄道（JR貨物）常磐線の駅である。事務管コードは▲421105。
当駅は茨城県南部及び土浦市の中心駅で、茨城県内の常磐線の駅では水戸駅・勝田駅と並ぶ運行上の拠点駅である。
かつては筑波鉄道筑波線との接続駅であったが、同線は1987年（昭和62年）4月1日に廃止され、現在はJRの単独駅である。
土浦市役所、亀城公園・霞ヶ浦土浦港の最寄駅である。

## 歴史

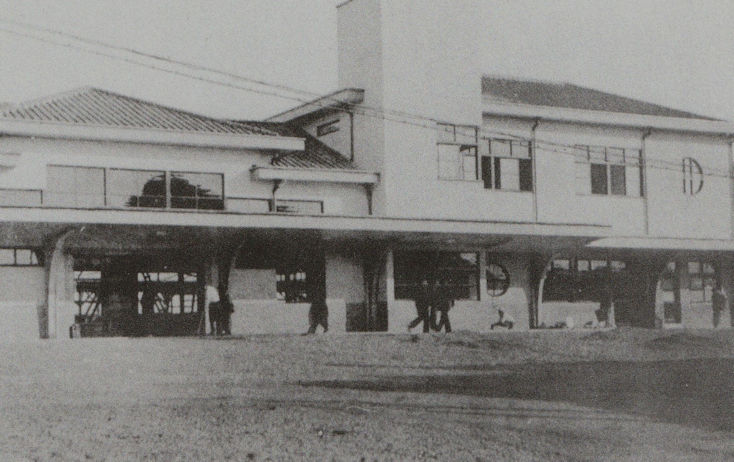
「船型駅舎」と呼ばれた2代目駅舎（1937年）

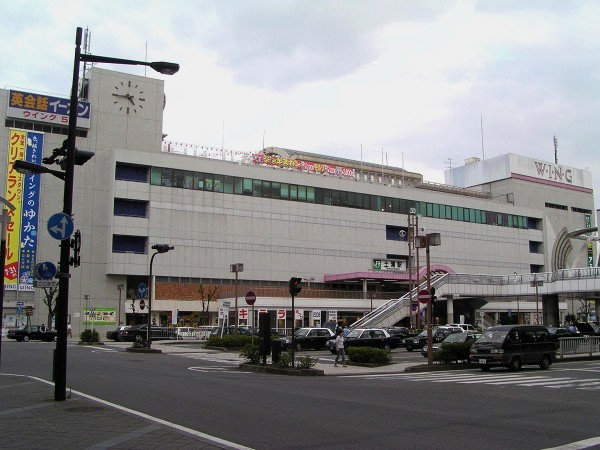
初代駅ビル「WING」営業時代の西口（2006年7月）

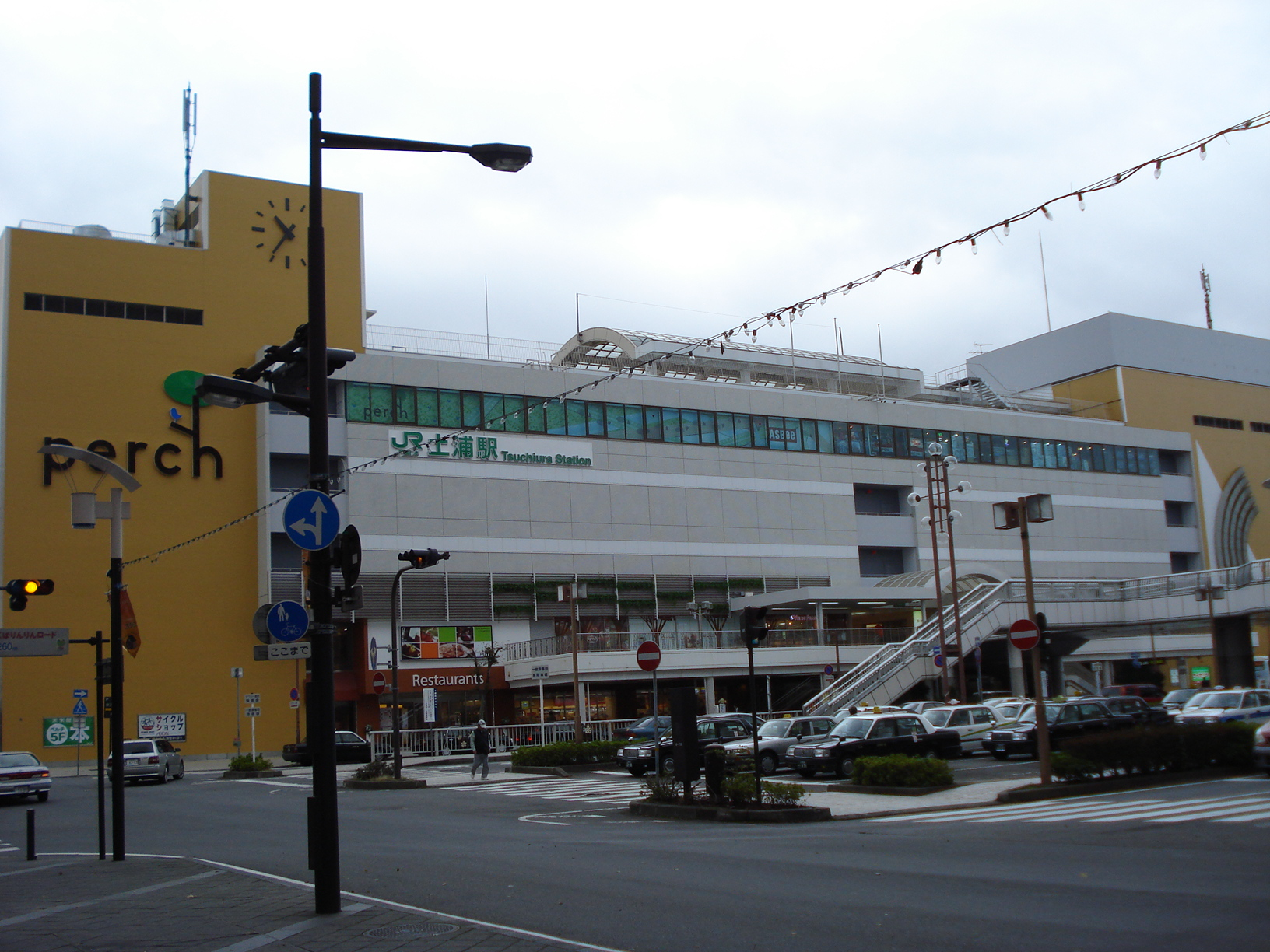
2代目駅ビル「ペルチ土浦」営業時代の西口（2009年11月）

- 1895年（明治28年）11月4日：日本鉄道土浦線の停車場として開業、旅客・貨物営業を開始[2]。
- 1906年（明治39年）11月1日：日本鉄道が国有化され、官設鉄道の所属となる[2]。
- 1909年（明治42年）10月12日：線路名称制定により常磐線の所属となる。
- 1918年（大正7年）4月17日：筑波鉄道土浦 - 筑波間が開業。
- 1928年（昭和3年）3月22日：常南電気鉄道が根崎 - 土浦駅前間を延伸し、乗り入れ開始。土浦 - 阿見間を結ぶ。
- 1936年（昭和11年）10月：2代目駅舎（いわゆる「船型駅舎」）が完成。
- 1938年（昭和13年）
  - 2月28日：常南電気鉄道営業廃止。
  - 6月29日：土浦一帯が集中豪雨により冠水。駅の玄関口に舟がつけられるほどの高さとなった。駅構内は臨時の避難所となった[8]。
- 1943年（昭和18年）10月26日：駅構内で列車衝突事故（→常磐線土浦駅列車衝突事故）。
- 1949年（昭和24年）6月1日：日本国有鉄道が発足。
- 1965年（昭和40年）6月1日：常総筑波鉄道が鹿島参宮鉄道と合併して関東鉄道が発足。常総筑波鉄道は関東鉄道筑波線となる[9]。
- 1976年（昭和51年）5月24日：第27回全国植樹祭に行幸啓した昭和天皇、香淳皇后が乗車したお召し列車が磯原駅発、土浦駅着で運転[10]。
- 1979年（昭和54年）4月1日：関東鉄道筑波線が筑波鉄道に分社化[9]。
- 1981年（昭和56年）10月1日：ダイヤ改正に伴い、一部の特急「ひたち」の停車開始。
- 1983年（昭和58年）
  - 2月17日：3代目橋上駅舎が完成[新聞 1]。東口設置。
  - 4月2日：駅ビル「WING」開業[新聞 2]。
- 1985年（昭和60年）6月25日：昭和天皇が国際科学技術博覧会に行幸。お召し列車が上野駅発、土浦駅着で運転。同月27日、帰路運転[11]。
- 1986年（昭和61年）11月1日：荷物の取り扱いを廃止[2]。
- 1987年（昭和62年）4月1日：国鉄分割民営化に伴い、東日本旅客鉄道（JR東日本）・日本貨物鉄道（JR貨物）の駅となる[2]。筑波線廃止。
- 1991年（平成3年）
  - 2月2日：旅行センターが「びゅうPlaza土浦駅旅行センター」として新装オープン[12]。
  - 10月13日：発車メロディに「きらきら星変奏曲（当時の2番線）」と「ロンドKV.485（当時の3・4番線）」を使用開始。
- 1995年（平成7年）1月28日：自動改札機を設置し、供用開始[13]。
- 2001年（平成13年）
  - 10月19日：JR貨物の駅に着発線荷役方式を導入[14][15]。
  - 11月18日：ICカード「Suica」の利用が可能となる。
- 2004年（平成16年）2月20日：ATOS放送導入、同時にホーム番線の変更。2 - 4番線から1 - 3番線に改称。
- 2008年（平成20年）7月13日：駅ビル「WING」営業終了[報道 1]。
- 2009年（平成21年）
  - 7月24日：駅ビル「ペルチ土浦」が開業[報道 2]。
  - 8月1日：2・3番線の発車メロディを土浦市のイメージソングである「風の贈り物」に変更[新聞 3]。
- 2011年（平成23年）12月9日：駅ビル「ペルチ土浦」がリフレッシュオープン[報道 3]。
- 2018年（平成30年）3月29日：駅ビル「プレイアトレ土浦」が部分開業[報道 4][16]。改札外コンコースやホーム待合室などにサイクリングをイメージする装飾を実施[報道 5]。
- 2019年（平成31年・令和元年）
  - 3月29日：駅構内の階段壁面にサイクリングをイメージする装飾を実施[報道 6]。
  - 3月31日：びゅうプラザ土浦駅（旅行カウンター）営業終了[17]。
  - 4月11日：駅ビル「プレイアトレ土浦」が2回目の開業[注釈 2][報道 7]。
  - 4月26日：下りホームに地域の情報発信スペース、ワーキング・ スタディースペース、イートインスペースの機能を持つ3店舗が開業[報道 8]。
  - 5月31日：駅ビル「プレイアトレ土浦」が3回目の開業[報道 7]。
- 2020年（令和2年）
  - 3月19日：サイクリングホテル「星野リゾート BEB5 土浦」が開業し、駅ビル「プレイアトレ土浦」がグランドオープン[報道 9]。
  - 8月5日：改札外コンコースにいばらき食材を活用した店舗「ビアードパパ土浦店」が開業[報道 10]。
  - 10月1日：駅ビル「プレイアトレ土浦」が「グッドデザイン賞」を受賞[報道 11]。

## 駅構造

### ホーム・駅構内
1面1線の単式ホームと1面2線の島式ホーム、合計2面3線のホームを有する地上駅。1番線が下り本線、2番線が上り本線、3番線が上り副本線（待避線）である。2・3番線は下り方面への発車も可能である。また1番線と2番線の間には、1番線から分岐する中線が敷設されている。
なお1987年3月までは現在の1番線より西側に別の1番線があり、ここが筑波鉄道のホームであった。廃止後も長らく放置されていたがその後駐車場となり、また上記歴史の通りそれまでの2-4番線が1-3番線に改称された。
なお、少なくとも昭和20年代まで周辺の農家には常磐線を使って東京などに野菜を売りに行く行商人がおり、土浦駅ホームには行商人が重い荷物を背負ったまま座れるよう行商台が設置されていた。2021年11月に土浦駅に残されていた最後の行商台が撤去され鉄道博物館（さいたま市）へ寄贈された。

### のりば
| 番線 | 路線                        | 方向 | 行先                       | 備考                             |
| ---- | --------------------------- | ---- | -------------------------- | -------------------------------- |
| 1    | ■ 常磐線                    | 下り | 友部・水戸・勝田・高萩方面 | 日中の普通列車は2・3番線         |
| 2・3 | ■ 常磐線 （上野東京ライン） | 上り | 取手・上野・東京・品川方面 | 日中は当駅始発水戸方面列車も発着 |

（出典：JR東日本:駅構内図）
- 上野方面からの当駅止まりの列車は、日中時間帯の当駅発水戸方面の列車に接続するものについては2・3番線に到着し、その後折り返し上野方面行きとなる[注釈 3]。それ以外のものは1番線に到着する。
- 水戸方面からの列車は、特急が主に2番線に着発する。普通列車については、当駅での付属5両の連結を行なわず、短時間のみ停車する場合は主に2番線、特急列車の通過待ち及び接続がある時は3番線へ着発する。
- 2022年3月12日のダイヤ改正より、日中時間帯（下りは9 - 14時台、上りは11 - 15時台）の当駅以北の列車は5両編成での運転となり、2番線で折り返す。基本的には同一ホーム上での乗換を可能としている。他に、上野方面からの15両編成の列車の基本編成（10両）を切り離す列車が3本あり、このうち2本は2番線着発で、残った基本編成が折り返し上り列車となる。2024年3月16日ダイヤ改正より、日中時間帯の当駅以北の一部列車が5両編成のワンマン運転となるが、特急列車や上野方面の普通列車、日中時間帯以外の水戸・勝田方面については従来通り車掌が乗務する[19]。
- 1番線ホームと2・3番線ホームのグリーン車乗車口付近に1台ずつ計2台Suica専用のグリーン券自動券売機が設置されている。
- 各ホームの上野方面寄りに喫煙ルームが設置されているが新型コロナウイルス感染拡大防止により2020年以降は使用中止である。
- 1番線ホームと2・3番線ホームの水戸方面寄りに待合室が設置されている。なお、1番線の待合室は近年改装され、電源コンセントも整備されており、スマートフォンの充電などが可能になる。
- 中央改札付近にみどりの窓口・指定席券売機・自動改札機が設置されている。
- 直営駅であり土浦営業統括センター所在駅。管理駅として藤代駅 - 羽鳥駅間の各駅を管理している。

### 駅舎・設備
かつては軍艦の形状を模した「船型駅舎」で有名であった。
ホームの上空に橋上駅舎を持ち、駅舎の西口と一体となる形で5階建ての駅ビルを有する。かつては水戸ステーション開発が「WING（ウイング）」（1983年4月開業）として営業をしていたが、2008年7月13日で営業を終了し、改装工事を施工の上2009年7月24日にイオンモールが運営する「ペルチ土浦」として開業したが、のちにJR東日本グループのアトレが運営企業となっている。東口は駅舎から跨線橋（屋内型）を通った先にあり、出口1階には土産物店の「きらら館」があったが、土浦市役所1階に移転し、跡地には土浦駅東口サイクルステーションができた。
バリアフリーに対応するため東口・西口から改札間、改札からホーム間をそれぞれ連絡するエスカレーター・エレベーターが設置されている。
立ち食いそば店が1番線と2・3番線ホームにある。また、コンビニエンスストア「NEWDAYS」がコンコースと改札外の東西出口を結ぶ跨線橋上に店舗を構えている。2020年8月5日には、改札外コンコースにいばらき食材を活用した店舗「ビアードパパ土浦店」が開業した。車椅子対応トイレが設置されている。
2008年3月下旬にコンコースの改良工事が完工した。
2018年3月29日に新しい駅ビル「プレイアトレ土浦」の部分開業に伴い、土浦駅ホーム待合室及び喫煙所にサイクリングをイメージする装飾を実施した。2019年3月29日から駅構内の階段壁面に装飾を行い、土浦や周辺の観光資源や自転車のイメージを装飾することで、「土浦＝サイクリング」のイメージ定着に取り組む。

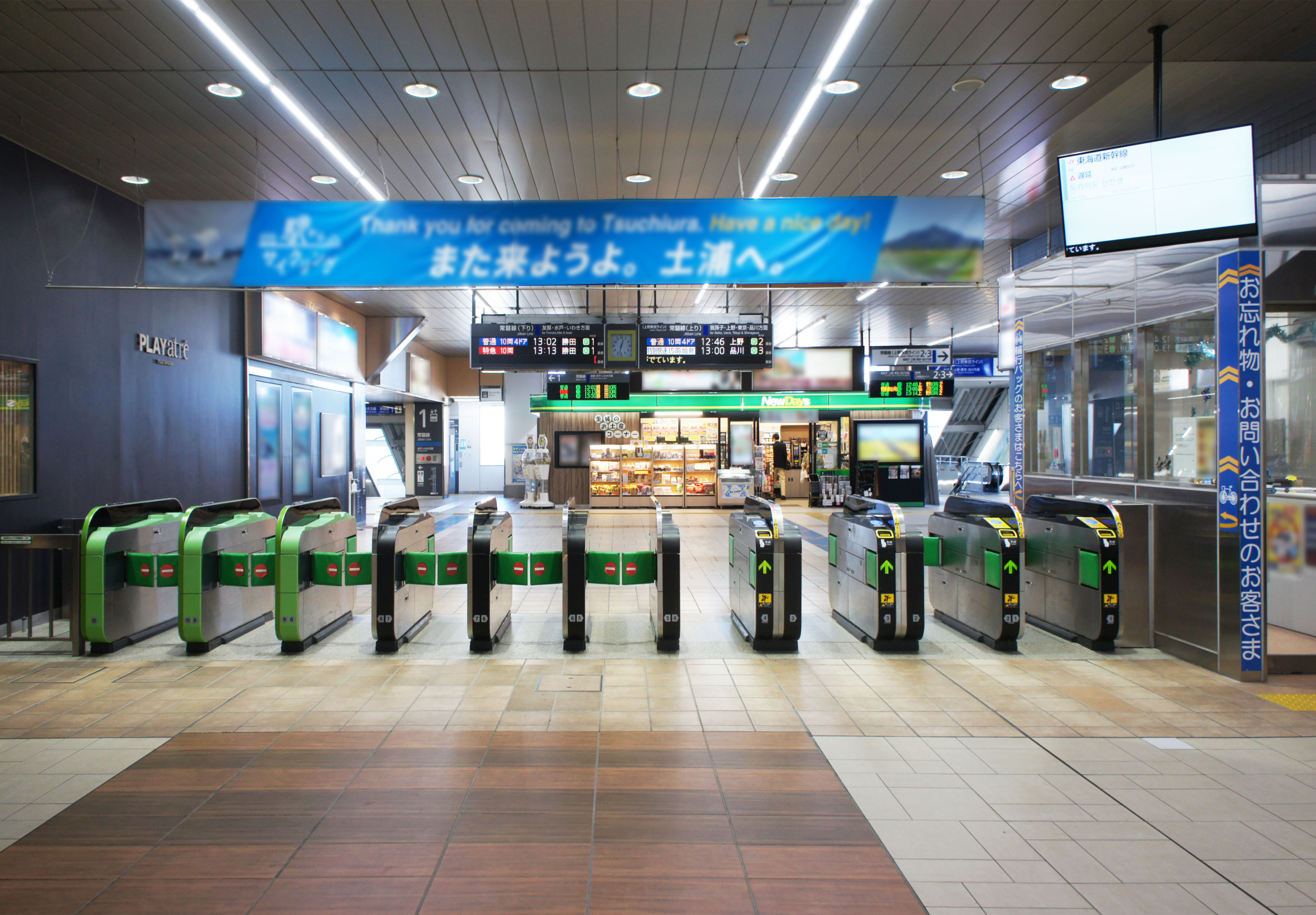
改札口（2022年1月）
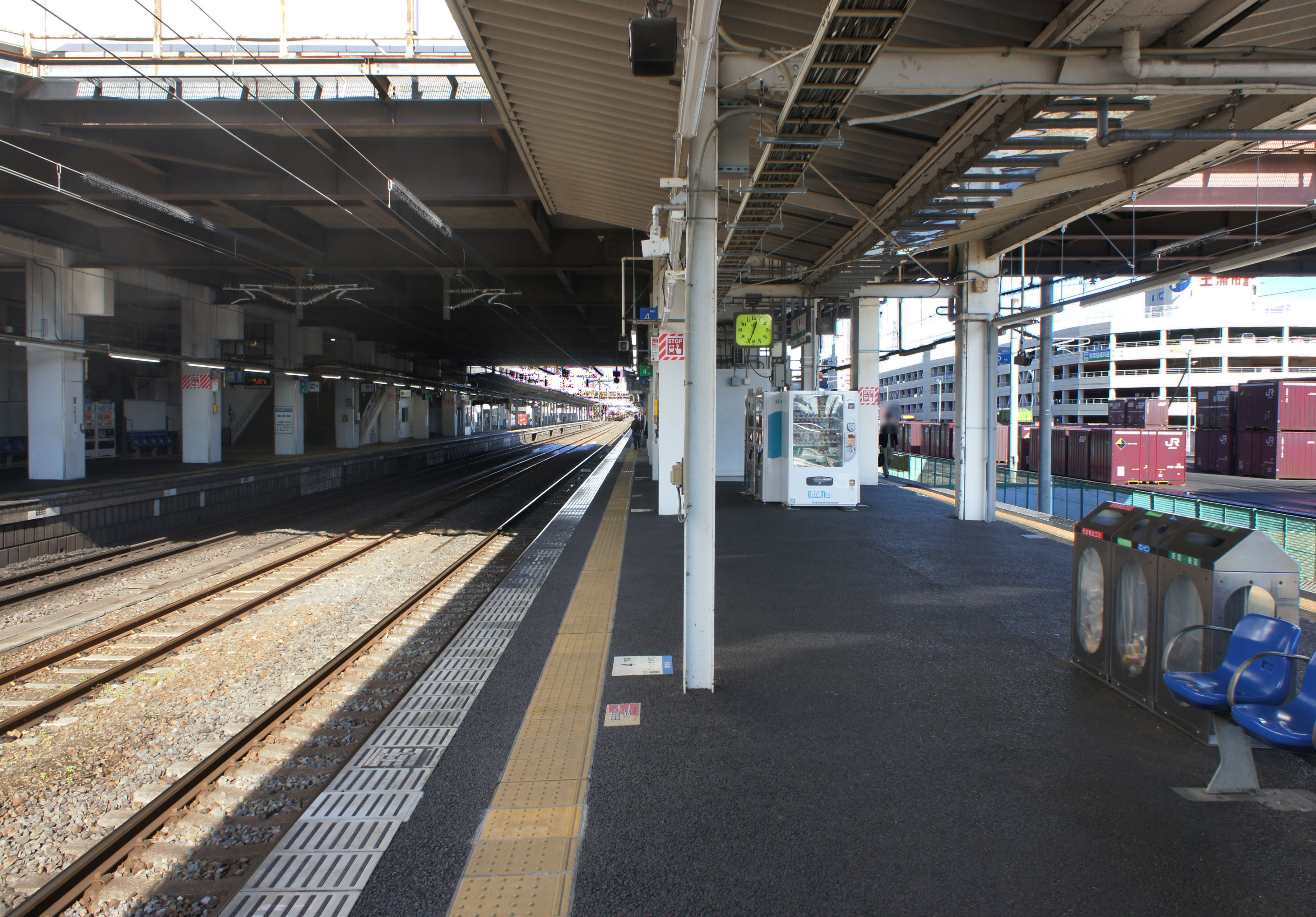
ホーム（2022年1月）
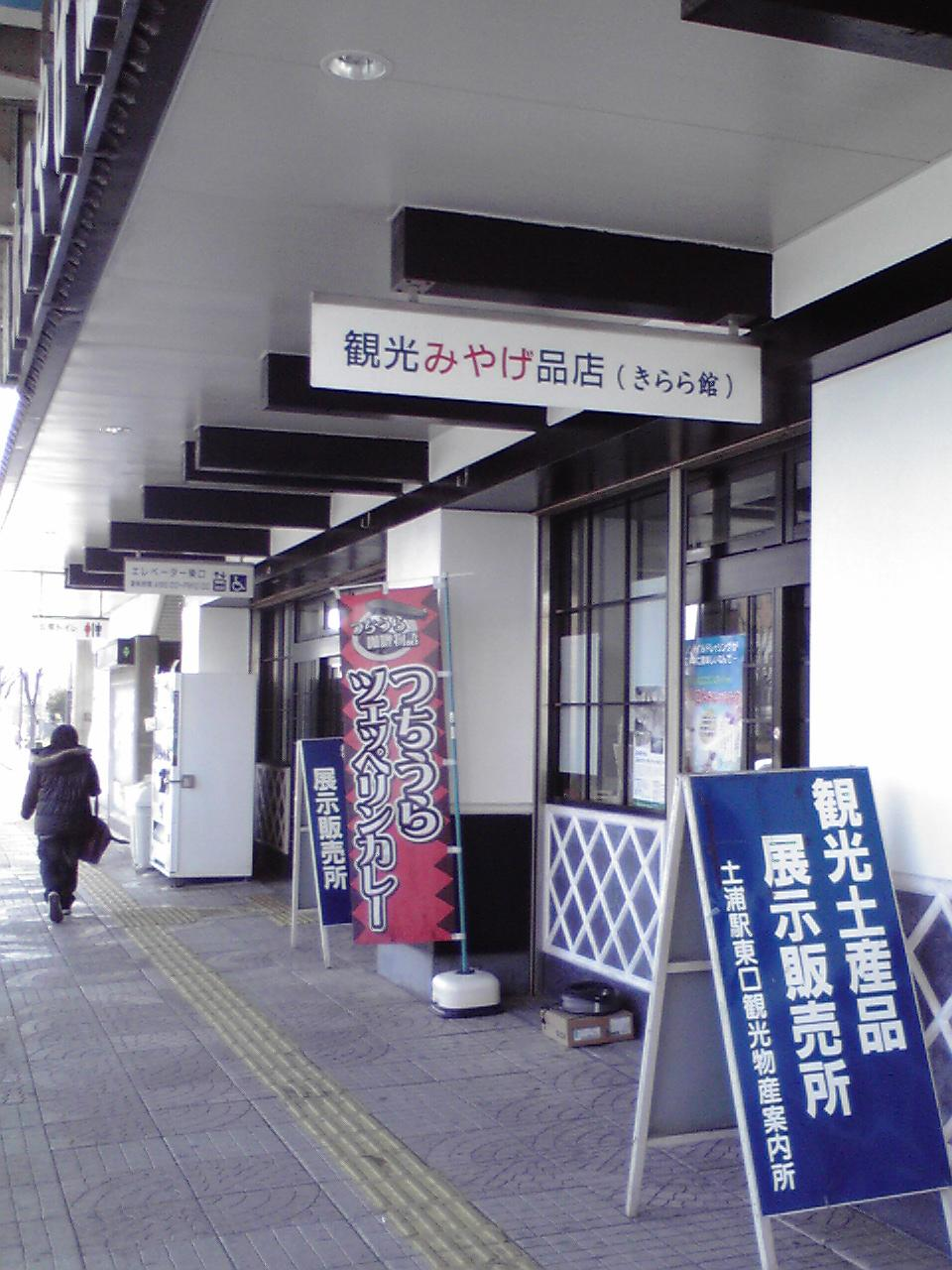
土産物店「きらら館」（現存せず）

1番線ホームには、無料で利用できるコンセントやwifi設備があるフリースペースがある。

### 発車メロディ・駅自動放送
1991年10月13日より、それまでの発車ベルに代わり発車メロディが導入された。
1番線は、モーツァルトの楽曲である「きらきら星変奏曲」であり、同じ路線にあるいわき駅と同様にクラシック音楽が採用されている。
2・3番線は、かつてはモーツァルトの「ロンドKV.485」を採用していたが、2009年8月1日から土浦市のイメージソング「風の贈り物」に変更された。

## 貨物駅

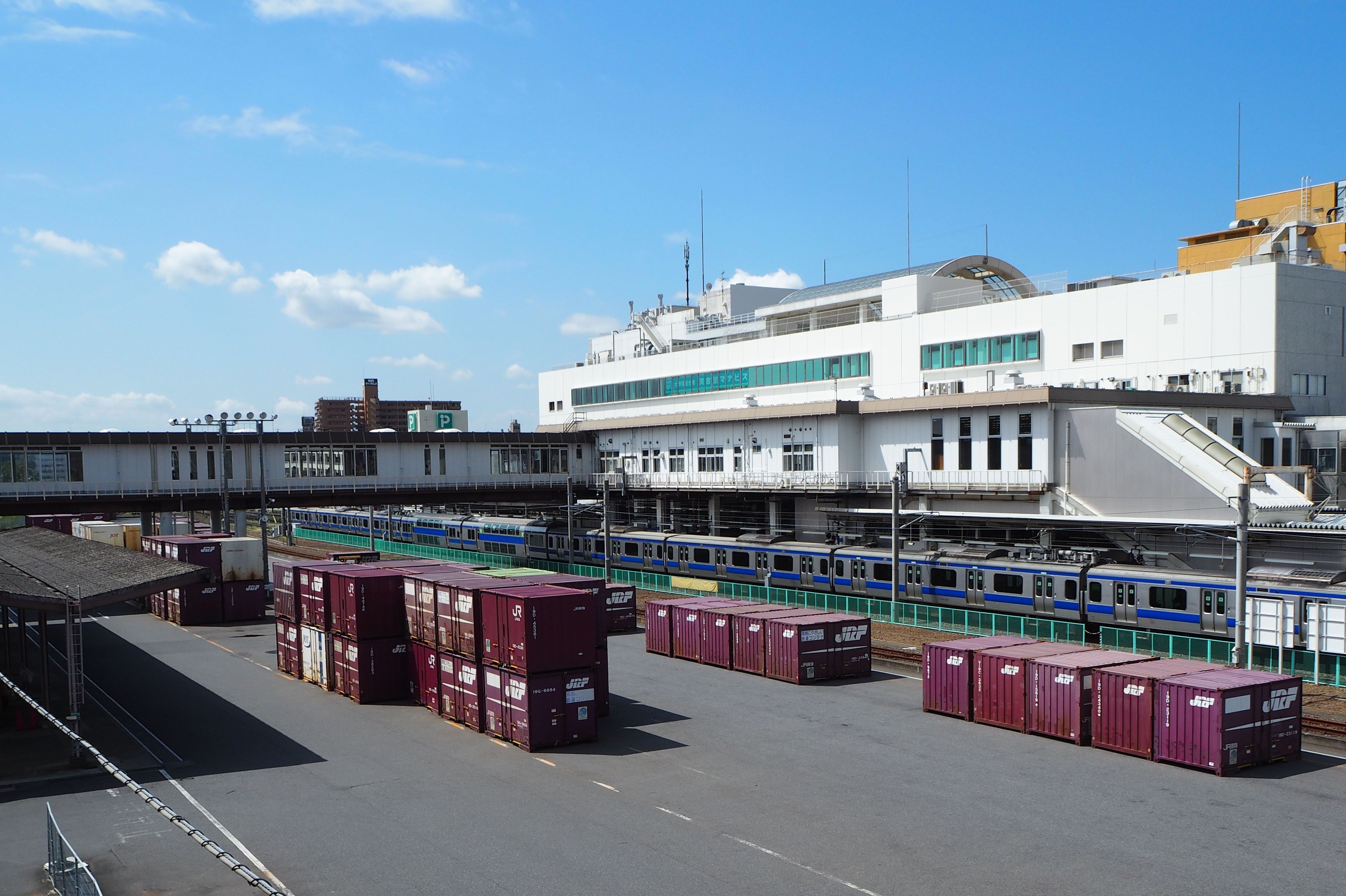
コンテナホーム（2016年9月）

JR貨物の設備は旅客駅の東側に並行している。コンテナホームは1面でホームの西側に着発線荷役方式（E&S方式）に対応する着発荷役線（上り2番線）1線、東側に留置線1線が接している。ホームの東側にある留置線は、首都圏新都市鉄道つくばエクスプレス車両の搬入用に使用されていた。構内には、営業窓口であるJR貨物土浦営業所が設置されている。
上下線の間の渡り線（片渡り線）は荒川沖駅方面・神立駅方面ともに設置されているが、荒川沖駅方面にある渡り線は荷役線を発着する列車は使用できないため、下り列車は下り本線から荷役線へ直接進入することができない。そのため列車は一度中線に入線し下り方(水戸方)にある入換線へ引き上げ、推進運転で荷役線へ入線している。

### 取り扱う貨物の種類
- コンテナ貨物 - 12 ftコンテナ、20 ft大型コンテナを取り扱う。
- 産業廃棄物・特別管理産業廃棄物の取扱許可を得ている。

### 貨物列車・トラック便
2025年3月15日現在。専用貨物列車については定期列車の停車が設定されていない。
高速貨物列車
停車する貨物列車は1日2往復であり、このうち下り1本は当駅終着、上り1本は当駅始発となっている。行き先は下り列車は小名浜駅、上り列車は隅田川駅・越谷貨物ターミナル駅 である。
上り：2092レ（土浦→隅田川）、2094レ（小名浜→越谷(タ)）
下り：2095レ（東京(タ)→小名浜）、2097レ（隅田川→土浦）
トラック便
水戸オフレールステーションとの間に1日2往復運行されている。

## 駅弁
2022年現在、駅弁の販売は行われていない。
かつては、1番線に「富久善」による構内営業があり、主な駅弁として下記を販売していた。
- うなぎ丼
- つちうら和弁当
- 常陸牛どん

しかし、東北地方太平洋沖地震（東日本大震災）の影響で、駅前の店舗が被災するなどしたため一時休業、その後駅構内販売を再開したものの、2012年2月に廃業した。
以前は「説田商店」による弁当販売があったが、のちにそば店だけになり、さらに構内営業から撤退した。

## 利用状況
JR東日本によると、2023年度（令和5年度）の1日平均乗車人員は14,138人である。
2000年度（平成12年度）以降の推移は以下のとおりである。
| 乗車人員推移       | 乗車人員推移     | 乗車人員推移    |
| 年度               | 1日平均 乗車人員 | 出典            |
| ------------------ | ---------------- | --------------- |
| 2000年（平成12年） | 21,507           | [ 利用客数 2 ]  |
| 2001年（平成13年） | 20,691           | [ 利用客数 3 ]  |
| 2002年（平成14年） | 20,207           | [ 利用客数 4 ]  |
| 2003年（平成15年） | 19,644           | [ 利用客数 5 ]  |
| 2004年（平成16年） | 19,477           | [ 利用客数 6 ]  |
| 2005年（平成17年） | 18,574           | [ 利用客数 7 ]  |
| 2006年（平成18年） | 17,796           | [ 利用客数 8 ]  |
| 2007年（平成19年） | 17,524           | [ 利用客数 9 ]  |
| 2008年（平成20年） | 17,277           | [ 利用客数 10 ] |
| 2009年（平成21年） | 17,053           | [ 利用客数 11 ] |
| 2010年（平成22年） | 16,497           | [ 利用客数 12 ] |
| 2011年（平成23年） | 16,055           | [ 利用客数 13 ] |
| 2012年（平成24年） | 16,233           | [ 利用客数 14 ] |
| 2013年（平成25年） | 16,236           | [ 利用客数 15 ] |
| 2014年（平成26年） | 15,928           | [ 利用客数 16 ] |
| 2015年（平成27年） | 16,223           | [ 利用客数 17 ] |
| 2016年（平成28年） | 16,057           | [ 利用客数 18 ] |
| 2017年（平成29年） | 16,004           | [ 利用客数 19 ] |
| 2018年（平成30年） | 16,124           | [ 利用客数 20 ] |
| 2019年（令和元年） | 15,956           | [ 利用客数 21 ] |
| 2020年（令和02年） | 11,034           | [ 利用客数 22 ] |
| 2021年（令和03年） | 11,720           | [ 利用客数 23 ] |
| 2022年（令和04年） | 13,343           | [ 利用客数 1 ]  |
| 2023年（令和05年） | 14,138           | [ 利用客数 24 ] |

## 駅周辺
土浦市の表玄関となる当駅は城下町の歴史を有する中心市街地の東端に位置し、駅東側には日本の湖では琵琶湖に次ぐ面積である霞ヶ浦が近接していて、桜川や川口川の河口部であった駅及び線路東側は湿地帯や沼地、蓮畑が殆どであった。
駅周辺地区は中小規模の商店やオフィスビル等が集まるエリアとなっている。
かつては西口側の駅前(元々、東口は存在せず、上野側跨線橋の改修工事後に開設された)にはワカサギ等の佃煮や貝細工などの民芸品を売るお土産屋が数件立ち並ぶなど、霞ヶ浦観光の玄関としての側面を持ち、
京成百貨店、小網屋、丸井などの百貨店が立地していたが、1989年、1999年、2004年1月にそれぞれ撤退した。また、西口駅前には再開発ビル「ウララ」が立地し、複合商業施設としてイトーヨーカドーを核店舗としていたが、2013年2月17日に医療機関など一部店舗を除き閉店した。改装工事を経て、2015年9月24日から土浦市役所本庁舎として供用を開始した。
風俗店が集まるエリア桜町二丁目界隈は駅から徒歩圏内にある。2000年代に入ってから、駅周辺には高層マンションが多く建設されるようになった。内陸部に位置するが、霞ヶ浦が近いこともあって駅の標高は3.4メートル (m) と低い。なお路線バス、タクシー乗り場は駅の東西にある。

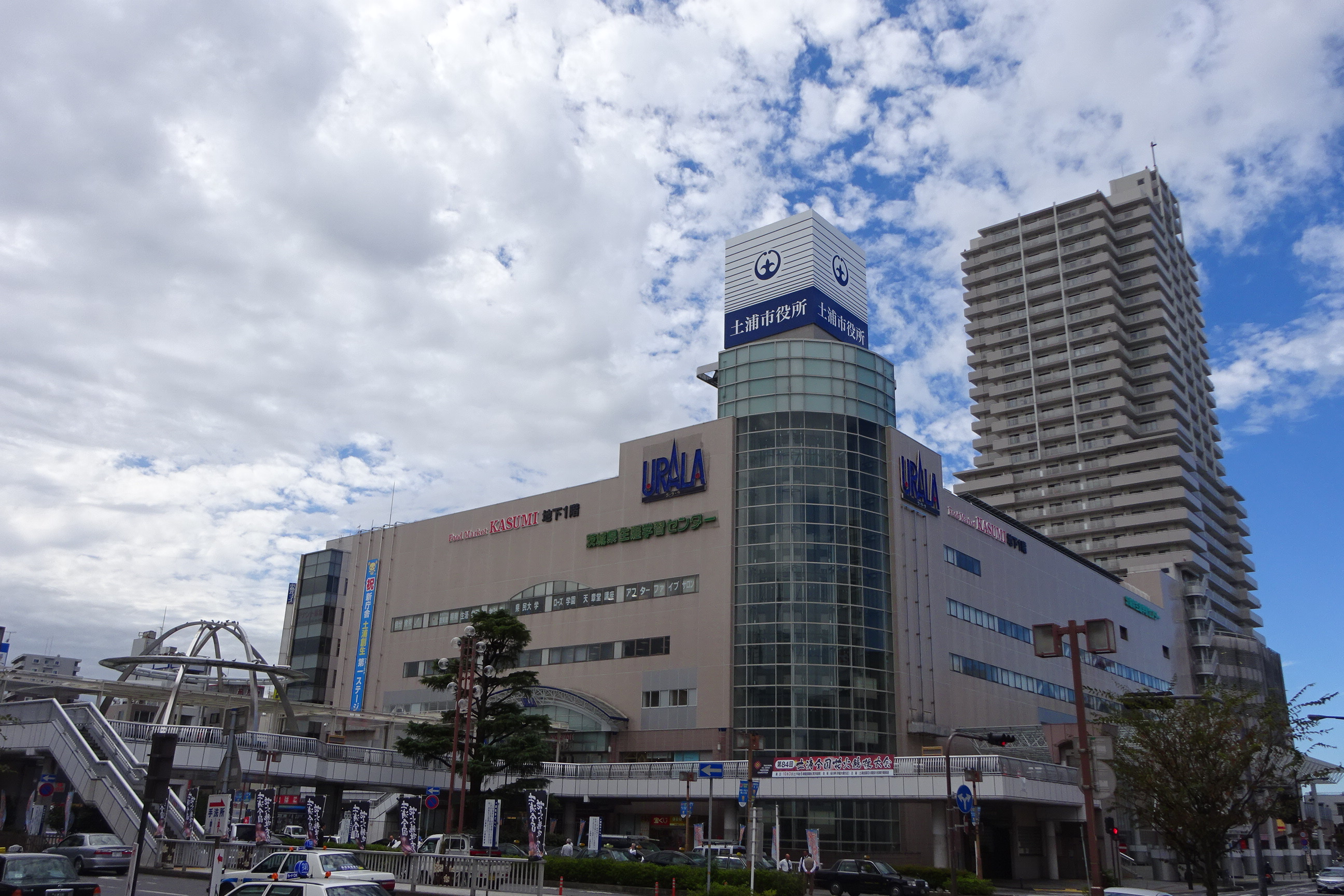
ウララ（土浦市役所本庁舎）
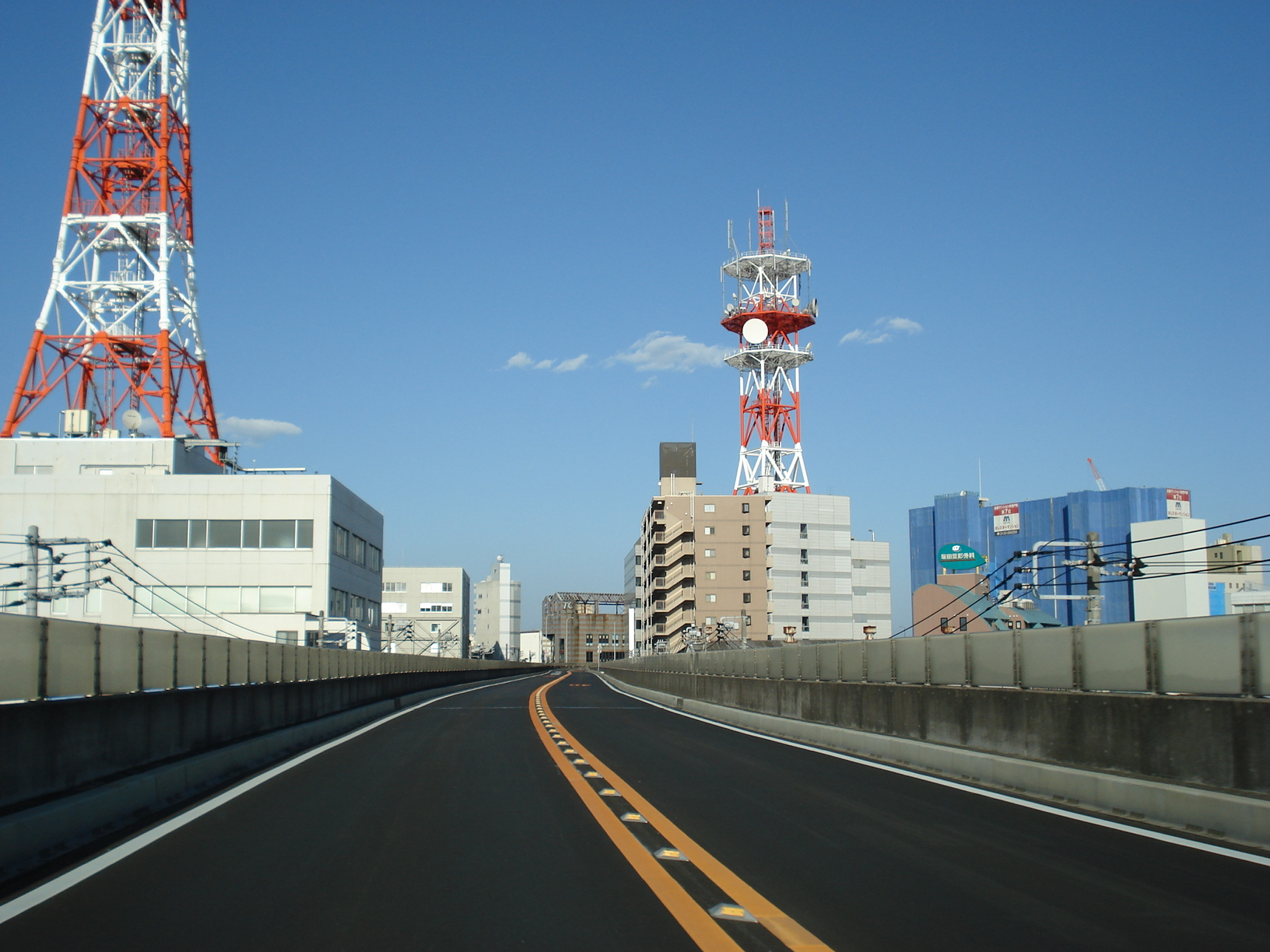
土浦ニューウェイ（土浦高架道）
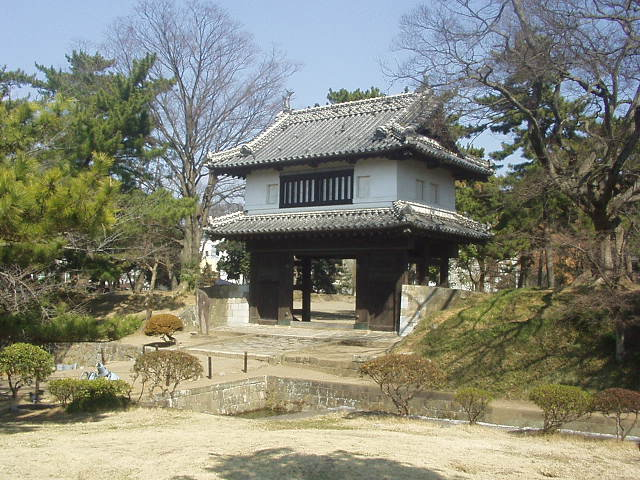
土浦城跡（亀城公園）
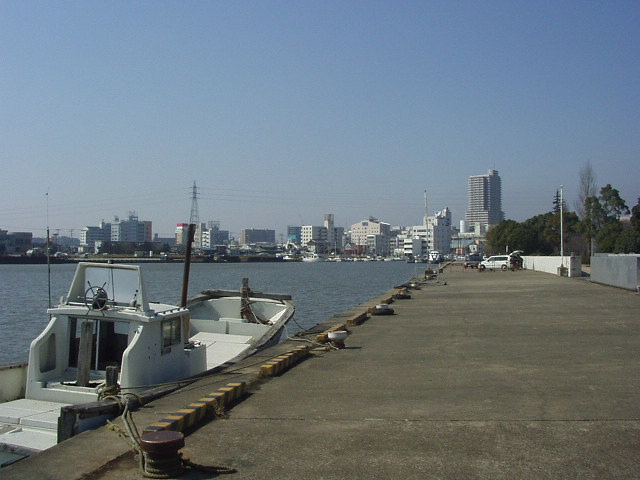
霞ヶ浦・土浦港

### 西口〈亀城公園口〉（中心市街地方面）

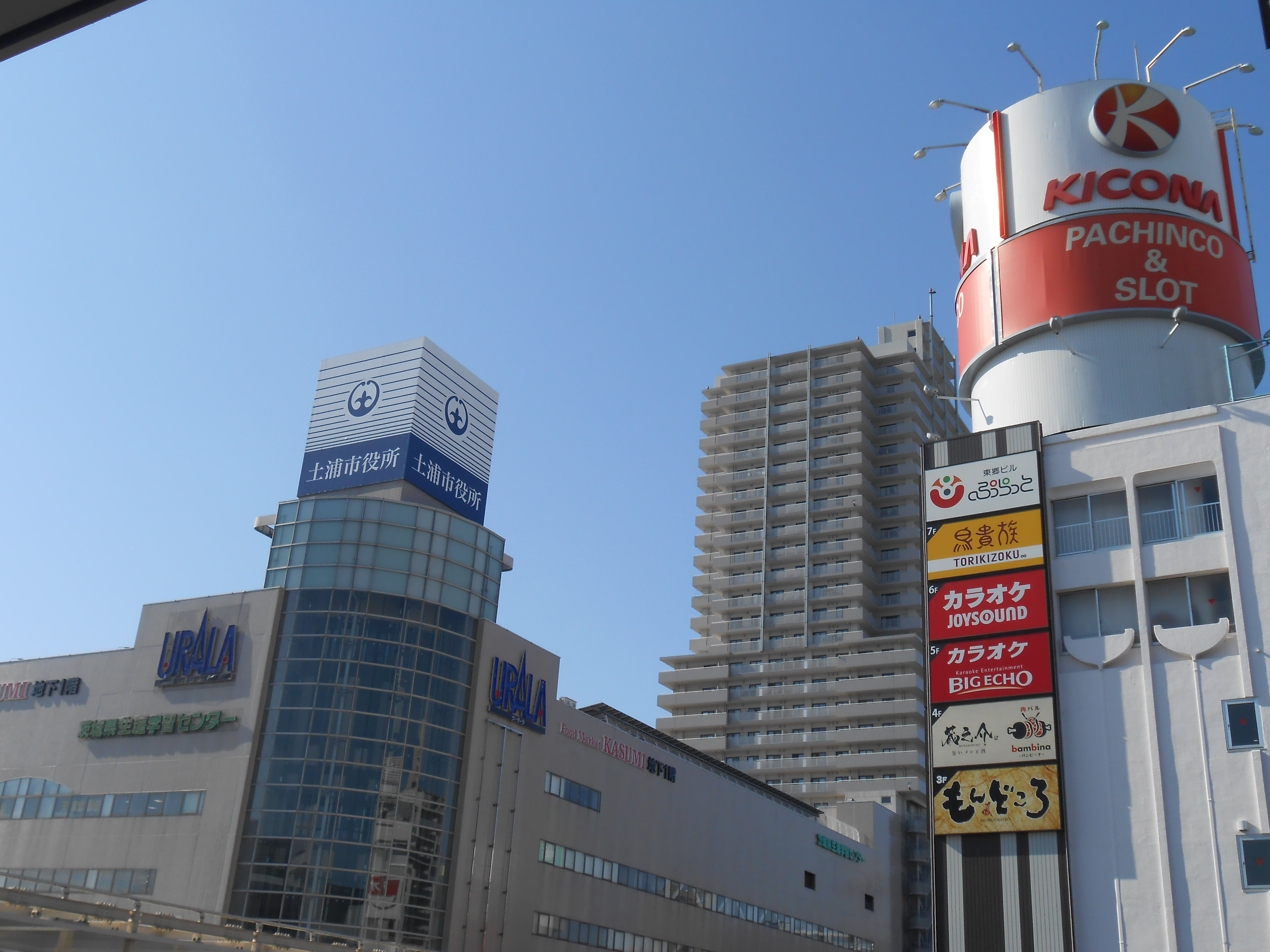
土浦駅西口からの光景。左から、「ウララ」ビルの土浦市役所、同ビルのマンション部分（ソリッドタワー）、「東郷ビル　ぷらっと」。

#### 公共・商業
- ウララ - 2013年2月17日をもって核店舗のイトーヨーカドー土浦店と専門店のほとんどは閉店した。
  - 土浦市役所本庁舎 - 2015年9月24日より、旧庁舎から移転の上業務開始。
  - 茨城県県南生涯学習センター
  - カスミ土浦駅前店
  - 日高屋土浦西口店
  - 土浦市総合福祉会館（URALA2）
  - 土浦わかものハローワーク土浦（URALA3）
- アルカス土浦
  - 土浦市立図書館
  - 市民ギャラリー
  - 土浦駅前交番
- 亀城プラザ
- 土浦警察署
- 土浦市消防本部
- 水戸地方裁判所土浦支部　（家裁支部、簡裁も併設）
- 水戸地方検察庁土浦支部、土浦区検察庁
- 土浦拘置支所
- 商店街（大和町、モール505、川口町、桜町など）
- つちうら古書倶楽部

#### 郵便局・金融機関
- 土浦郵便局
  - かんぽ生命 土浦支店
- 土浦駅前郵便局
- 水戸信用金庫 土浦支店
- りそな銀行 土浦支店（アルカス土浦1階）
- 三菱UFJ銀行 土浦支店
- 常陽銀行 土浦支店・土浦駅前支店
- 筑波銀行 本店営業部・土浦駅前支店・桜町支店
- 東日本銀行 土浦支店

#### 宿泊
- ホテルビジネス土浦
- ホテルベルズイン土浦
- ビジネスホテルつくし
- ホテルルートイン土浦
- ホテル土浦シティ
- ホテルマロウド筑波
- ホテル アルファ･ザ･土浦
- ホテルゑびすや
- ホテルそめや
- ホテル山崎屋
- ホテル東湖

#### その他
- 関東鉄道本社
- 土浦セントラルシネマ
- 桜川
- 土浦まちかど蔵
- 亀城公園
- 土浦超音波温泉センター
- 土浦運輸区
- 茨城県立土浦第一高等学校・附属中学校
- 茨城県立土浦第二高等学校
- つくば国際大学

### 東口〈霞ヶ浦口〉（霞ヶ浦方面）
- 土浦ニューウェイ（土浦高架道）出入口
- 霞ヶ浦
- 土浦港
  - ラクスマリーナ
- 桜川
- 川口運動公園
- 土浦ビオパーク
- ホテルアルファ・ザ土浦
- ホテルCANKOH
- ホテル湖北
- ホテルライフイン土浦駅東
- ホテルロイヤルレイク土浦
- ホテル明建
- 東横INN土浦駅東口
- 土浦小松郵便局
- 中央労働金庫 土浦支店
- いばらきコープ生活協同組合コープつちうら

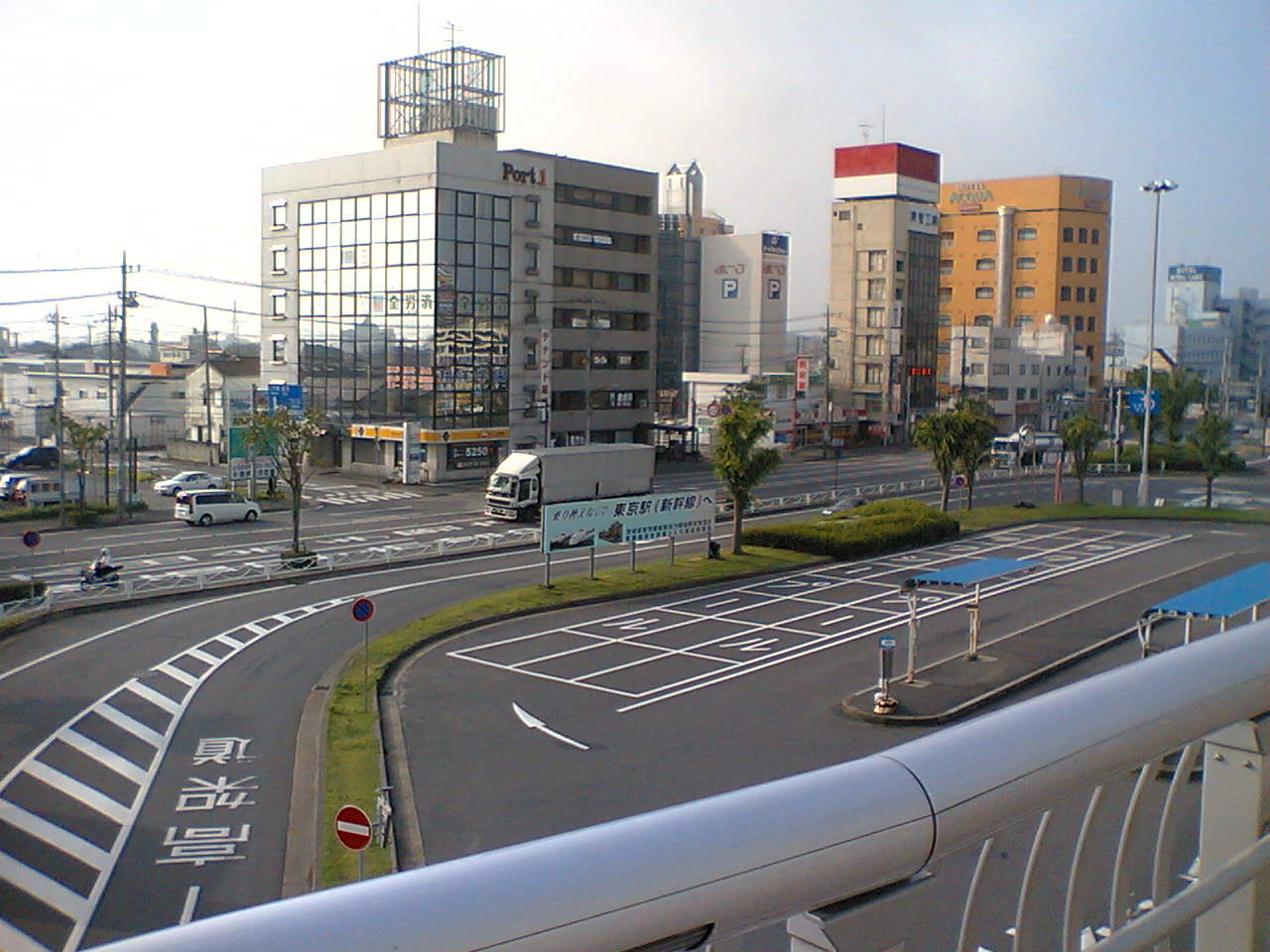
土浦駅東口の光景。

- 土浦日本大学高等学校・土浦日本大学中等教育学校
- 霞ヶ浦高等学校附属中学校・霞ヶ浦高等学校
- 茨城県立土浦第三高等学校

## バス路線
路線バスのバスターミナルがあり、地域の交通拠点となっている。一般路線バスは一部を除き西口、高速バス・空港バスは東口発着である。茨城観光自動車撤退により、乗り入れ会社は関東鉄道、JRバス関東および高速バスを関東鉄道と共同運行する千葉交通、成田空港交通、近鉄バスである。また、土浦市まちづくり活性化バス「キララちゃん」の市街地循環各コースも乗り入れている。

### 西口
駅舎から最も遠い1番乗り場から反時計回りに番号が付与されている。降車場はエスカレーター前に統一されている。停留所名は運行事業者ごとに異なる。
- 関鉄グループ - 「土浦駅」
- ジェイアールバス関東 - 「土浦」（方向幕の表示は「土浦駅」）
- 土浦市まちづくり活性化バス「キララちゃん」 - 「土浦駅西口」

1番のりば
- 関東鉄道
  - 阿見中央公民館行、福田行、若栗循環
  - 南平台循環
- ジェイアールバス関東
  - 霞ヶ浦線：江戸崎行

2番のりば
- 関東鉄道
  - 荒川沖駅東口行、小岩田循環、烏山団地行
- キララちゃん
  - C-1・C-2：霞ヶ浦循環

3番のりば
- 関東鉄道
  - 11D：つくばセンター行
  - 19：石下駅行
- キララちゃん
  - B-1・B-2：市役所循環
- 関東鉄道・JRバス関東
  - 11・11B：つくばセンター行

4番のりば
- 関東鉄道
  - 土浦車庫行
  - 柿岡車庫行、石岡駅経由ヒルズガーデン美野里行
  - 神立駅行
- キララちゃん
  - A-1・A-2：市民会館循環
- 霞ヶ浦広域バス
  - 玉造駅行
- 関東鉄道
  - 土浦協同病院行

5番のりば
- 関東鉄道
  - つくば国際大学循環、合同庁舎行、筑波山口行
  - 下妻駅行

6番のりば
- 関東鉄道
  - 桜ニュータウン行、みどりの駅行
- ジェイアールバス関東・関東鉄道
  - イオンモール土浦行

### 東口
高速バスと一般路線バスの一部が発着する。

#### 高速バス
- 関東鉄道
  - 高速：東京テレポート駅・国際展示場駅行（運休中）
  - わかば号：運転免許センター行（期間限定運行）
  - TMライナー：水戸駅南口行
- 関東鉄道・近鉄バス
  - よかっぺ号：京都駅・大阪駅・USJ行
- 関東鉄道・京成バス千葉イースト
  - エアポートライナーNATT'S：成田空港行

#### 一般路線バス
- キララちゃん
  - A-1・A-2：市民会館循環

## その他
- 常磐線内の「休日おでかけパス」のフリーエリアは当駅までであり、かつての「ホリデー・パス」のフリーエリアと同一である。
- 毎年11月第1土曜日[注釈 4]には、日本三大花火大会の1つである「土浦全国花火競技大会」が開催される[注釈 5]。およそ70万人の見物客が訪れるため、開催日になると最寄り駅に指定されている当駅周辺は非常に混雑する。また花火大会終了後は、臨時列車の増発も行なわれる。東口（往路・復路運行）から花火大会会場までの有料シャトルバスも運行される。
- 普通・特別快速では当駅より水戸方面の区間の駅では、乗客の任意でドア横ボタンを押してドア開閉する方式が取られている（E531系電車のみ対象）。2017年11月以前は、途中駅での待避など長めの停車時間の場合に限られていた[新聞 5]。

## 隣の駅
※当駅に停車する特急「ひたち」・「ときわ」の隣の停車駅は各列車記事を参照。なお、特別快速は当駅から荒川沖方のみの運転で、神立方の定期列車は特急と普通のみとなる。
東日本旅客鉄道（JR東日本）
■常磐線
- 特急「ひたち」（朝・夜一部のみ）・「ときわ」停車駅
  - 一部の特急「ときわ」は当駅発着

■特別快速（取手まで各駅に停車）
荒川沖駅 - 土浦駅
■普通
荒川沖駅 - 土浦駅 - 神立駅

### かつて存在した路線
筑波鉄道
筑波線
土浦駅 -（真鍋信号所）- 新土浦駅

### 記事本文